# Gøtu kirkja
 Gøtu kirkja er en kirke på Færøerne i bygden Gøtugjógv på Eysturoy. Den hører til Færøernes folkekirke.
Den nye Gøta Kirke, der har 270 siddepladser, blev bygget på grund af, at den gamle kirke Gøtu kirkja i Norðragøta var blevet for lille. Den blev indviet den 25. juni 1995 af biskop Hans Jacob Joensen under overværelse af Dronning Margrethe II og de nordiske biskopper. 
Kirken er tegnet af "Landbbeifelagið". Tróndur Patursson har stået for den kunstneriske udsmykning og bl.a. lavet 
altertavlen i glasmosaik, som giver kirken en speciel belysning. Midterpartiet bag alterbordet viser den verden, vi lever i. Farverne i mosaikken er i første omgang de samme, som ses i kaosfeltet i venstre side. Man ser et fjeld gennemskåret af en kløft. På venstre side ser vi en række mennesker, der spejder ud over havet, hvor der er en båd. De spejder efter båden og håber på, at den kommer sikkert i havn. Der er en dobbelttydning i det, de ser. De ser ikke blot båden, men også Jesus – håbet og redningen.
Glasmosaikken i koret er delt op i tre afsnit. I venstre side symboliserer de lyse farver i de to øverste felter den himmelske herlighed før skabelsen. I tredje felt ser vi skabelsen: Adam og Eva. I fjerde felt ser vi syndefaldet: Eva og slangen. Femte felt viser kaos – uorden, ødelæggelse og undergang.
Dåbsfadet har syv kanter og er blåt som havet. Stativet er formet som flammer (ild bruges som symbol på helligånden).
Prædikestolen har begge syv kanter, ligesom ugen har syv dage. 
I loftet er der seks lamper og på væggene 24 lampetter,12 små og 12 store, alle i glas. De tolv store er alle smykket med et kors. 12-tallet hænger sammen med de tolv apostle, den kristne menigheds stamfædre, som igen viser tilbage til Israels tolv stammer og deres stamfædre, Jacobs tolv sønner. 
Klokketårnet er konstrueret som tre kors, der symboliserer korsene på Golgatha. 
Kirkeklokken har to klokker, der begge bærer indskriptionen: "Eg ringdi yvir bygdir hvøll, eg kalli fólkið: komið øll" ("Jeg ringede over bygder højt, jeg kalder på folket: kom alle sammen".) 
Messehagelet har et broderi, inspireret af korgitteret i den gamle kirke i Norðragøtu.
Orgelet er bygget af Verland Johannesen i 1973. Det blev oprindelig bygget til Tórshavn Domkirke (Havnar kirkja), hvorfra det er givet som gave til Gøtu kirkja. Det blev officielt taget i brug den 12. oktober 1997.